# Gycklare (dikt)
"Gycklare" är en dikt av Verner von Heidenstam, som allmänt antagits syfta på August Strindberg. Den börjar: "De komma i främmande kläder" och slutar "Så ändas gycklares liv." Dikten är tonsatt av Gustaf Nordqvist.